# Paraploactis
Paraploactis is een geslacht van straalvinnige vissen uit de familie van fluweelvissen (Aploactinidae).

## Soorten
- Paraploactis hongkongiensis (Chan, 1966)
- Paraploactis intonsa Poss & Eschmeyer, 1978
- Paraploactis kagoshimensis (Ishikawa, 1904)
- Paraploactis obbesi (Weber, 1913)
- Paraploactis pulvinus Poss & Eschmeyer, 1978
- Paraploactis taprobanensis (Whitley, 1933)
- Paraploactis trachyderma Bleeker, 1865